# Gorgo (Film)
Gorgo ist ein britischer Science-Fiction-Film aus dem Jahre 1961 und eine der wenigen „Riesenmonster-Filmproduktionen“, die nicht aus den USA oder Japan stammen. Der Film wurde im Jahr 1961 von Eugène Lourié in Großbritannien inszeniert. Im deutschen Fernsehen wurde der Film auch unter dem Titel Gorgo – Die tödliche Bedrohung ausgestrahlt.

## Handlung
Im Zentrum der Geschichte steht der junge Dinosaurier Gorgo, der vor der irischen Küste von Schatztauchern mit einer Tauchglocke als Köder eingefangen und auf ihrem Motorschiff MV Triton nach London gebracht wird, um dort in einem Zirkus als Attraktion präsentiert zu werden. Das Muttertier Ogra, auf der Spur Gorgos, überrascht die Menschen mit seinem Auftauchen. Es versenkt einen Zerstörer der Royal Navy und taucht schließlich in London auf. Obwohl die britische Armee und Luftwaffe mit Raketen, Panzern und zuletzt einem gigantischen Elektrozaun versuchen, Ogra zu töten, schlagen alle Angriffe fehl. Ogra findet Gorgo und kehrt mit ihm zurück ins Meer.

## Hintergrund
Die Ausführung der Spezial-Effekte orientierte sich an den japanischen Godzilla-Filmen, indem man einen Menschen im Kostüm durch eine Miniaturkulisse bewegte. Gorgo ist einer der ersten Monster-Filme, die in Technicolor fotografiert wurden und seine Filmhandlung wurde als Vorlage für den Film Gappa genommen. Regisseur Lourié drehte noch weitere Monsterfilme, darunter Panik in New York (1953) und Das Ungeheuer von Loch Ness (1958).
Die deutsche Premiere war am 1. Juni 1961.
Ein großer Teil der Actionszenen, in denen Militär zum Einsatz kommt, besteht aus Stock Footage britischer und US-amerikanischer Herkunft. So gibt es einen (fiktiven) britischen Flugzeugträger HMS Royal Oak, von dem Flugzeuge mit US-amerikanischen Hoheitsabzeichen starten und landen.

## Kritiken
- „[…] akzeptable Spezialeffekte.“ (Wertung: 2 Sterne = durchschnittlich) - Adolf Heinzlmeier und Berndt Schulz[1]
- „Ein trickreicher Science-Fiction-Film mit deutlichen Anlehnungen an die japanische Godzilla-Serie.“ - Lexikon des internationalen Films[2]
- „… Gorgo war Englands Antwort auf Inoshiro Hondas Monsterspektakel Godzilla. Keine Frage, daß der Streifen, wie auch alle anderen seiner Art, von der bundesdeutschen Kritik verrissen wurde: Während sich der (evangelische) Filmbeobachter völlig motivationslos fragte ob hier „etwa die Kampfkraft moderner Waffen verharmlost“ oder die Armee „lächerlich gemacht werden solle“ („Auf die Idee, das Tier zu vergiften, kommt man nicht“), bemängelte der katholische Filmdienst das kleine bißchen an human touch, das Regisseur Lourie seinem Produkt beigab … Gorgo ist ein spannender Thriller für Zwölfjährige, bei dessen Aktionen man zumindest 1960 wunderbar in einem Kinosessel versinken und Erdnüsse mampfen konnte.“[3]